# 谷本清平和賞
谷本清平和賞（たにもときよしへいわしょう）は、被爆の惨状と平和の尊さを米国で訴えた故谷本清牧師の遺志を継承するために1987年に創設された。毎年平和に貢献した個人や団体に贈られる。
これまでに、女優の吉永小百合や『はだしのゲン』の作者の中沢啓治などが受賞している。

## 選考基準
- 財団法人ヒロシマ・ピース・センター
- 谷本清平和賞選考基準

- ここに示す「谷本清平和賞」の選考基準は、谷本清牧師がヒロシマ・ピース・センターの設立に努力し、平和・愛・奉仕の具現化を図ってきた数々の功績を継承発展させようとして設けたものである。 ここに「谷本清平和賞」の選考基準を次のように定める。この基準は、ヒロシマ・ピース・センターが「谷本清平和賞」の該当者を世界に求めその選考を行うものである。 賞に該当する事項は、下記の通りとする。

1. 原爆被災者で人間愛、平和のために奉仕した人
2. 原爆とのかかわりにおいて、反核平和に貢献した人または団体
3. 原爆被災者救護、孤児収容等の養護（医療を含む）施設を設けて養護に尽くしている施設及び団体。
4. 間愛に基いて養護施設等を設け、奉仕している人または団体。
5. 宗教・文芸・平和教育・学術研究・医療・平和運動・被爆の証言活動等を通して平和に貢献した人または団体。

- 付記：選考に際しては、上記1から5までのいずれかを満たしておれば良いものとする。

## 受賞者・団体
- 第1回 1987年 ノーマン・カズンズ（米国・カリフォルニア大学教授・平和運動家）
- 第2回 1988年 フロイド・シュモー（米国・森林学者・平和運動家）
- 第3回 1990年 栗原貞子（詩人・原爆詩「生ましめんかな」の作者）
- 第4回 1991年 森滝市郎（広島大学名誉教授・平和運動家）
- 第5回 1992年 今堀誠二（広島女子大学学長）（広島大学名誉教授・平和思想家）
- 第6回 1994年 ジョン・ハーシー（米国・報道作家・「ヒロシマ」の著者）
- 第7回 1995年 ヒロシマを語る会（原爆体験者の団体－代表 原広司）
- 第8回 1996年 金信煥（在日大韓・広島教会名誉牧師）（韓国・牧師・在韓被爆者救援活動家）
- 第9回 1997年 村井志摩子（劇作家・演出家・「広島の女上演委員会」創設）
- 第10回 1998年 江口保（教師）（「ヒロシマ・ナガサキの修学旅行を手伝う会」主宰）
- 第11回 1999年 伊藤隆弘（劇作家）（元舟入高校校長・原爆劇作家・演出家）
- 第12回 2000年 ワールド・フレンド・シップ・センター（海外との平和使節団交換ー代表森本弘）
- 第13回 2001年 河本一郎（「広島折鶴の会」結成）
- 第14回 2002年 中沢啓治（漫画家・「はだしのゲン」の作者）
- 第15回 2003年 吉永小百合（女優・原爆詩朗読者）
- 第16回 2004年 平岡敬（元広島市長）
- 第17回 2005年 新藤兼人（映画監督）
- 第18回 2006年 学校法人広島女学院（教育団体）
- 第19回 2007年 在韓被爆者渡日治療広島委員会（市民団体－会長河村病院院長 河村譲）
- 第20回 2008年 高橋昭博（被爆体験証言者・元広島平和記念資料館長）
- 第21回 2009年 平野伸人（元全国被爆二世団体連絡協議会会長）
- 第22回 2010年 夏の会（女優たちの原爆手記朗読劇）
- 第23回 2011年 坪井直[1]（被爆体験証言者・広島県原水爆被害者団体協議会理事長・日本原水爆被害者団体協議会代表委員）
- 第24回 2012年 碓井静照（元広島県医師会会長･元IPPNW日本支部長）
- 第25回 2013年 小倉桂子（被爆体験証言者・平和のためのヒロシマ通訳者グループ代表）
- 第26回 2014年 サーロー節子（被爆体験証言者、カナダ･トロント市在住）
- 第27回 2015年 秋葉忠利（元広島市長）
- 第28回 2016年 ピーターソンひろみ（平和スカラシップ、米国・ホノルル市在住）
- 第29回 2017年 原爆の図丸木美術館
- 第30回 2018年 森滝春子（市民団体「核兵器廃絶をめざすヒロシマの会」共同代表）
- 第31回 2019年 矢川光則（ピアノ調律師（被爆ピアノ））
- 第32回 2020年 アーサー・ビナード（詩人）
- 第33回 2021年 川崎哲（ICAN（核兵器廃絶国際キャンペーン）国際運営委員）[2]
- 第34回 2022年 渡部朋子（NPO法人「ANT（アント）―Hiroshima」理事長）
- 第35回 2023年 スティーブン・リーパー
- 第36回 2024年 森重昭[3]